# Кільти
Кільти́ (рос. Кильты) — селище у складі Кулундинського району Алтайського краю, Росія. Входить до складу Константиновської сільської ради.

## Населення
Населення — 8 осіб (2010; 18 у 2002).
Національний склад (станом на 2002 рік):
- росіяни — 78 %